# 569 Misa
Az 569 Misa egy a Naprendszer kisbolygói közül, amit Johann Palisa fedezett fel 1905. július 27-én.